# Rebelión de los Gomeros
La Rebelión de los Gomeros es un episodio histórico acaecido en la isla canaria de La Gomera en 1488, durante el cual los aborígenes de la isla dan muerte al señor territorial de la misma, Hernán Peraza el Joven. La represión castellana consecuente está considerada por los historiadores como la conquista efectiva y definitiva de la isla. Es el acontecimiento más importante de toda la historia de la isla, no solo por la trascendencia que tuvo para sus habitantes de la época, sino porque además ha conseguido sobrevivir en la memoria colectiva de los gomeros a través de la tradición oral.
El 20 de noviembre de 1488, a raíz de la ejecución en Aguahedun de Hernán Peraza, se produce una rebelión indígena que, sofocada con un cruento final, significó el fin definitivo de la conquista de La Gomera.
Antes de la llegada de los europeos a La Gomera, esta isla se encontraba dividida en cuatro bandos: Ipalan, Mulagua, Orone y Agana. El período en el que los gomeros comienzan a tener los primeros contactos con los europeos (fundamentalmente portugueses y castellanos) se caracteriza, en primer lugar, por las sucesivas rapiñas para la captura de esclavos, y luego por los pactos de esos europeos con alguno de los cuatro bandos en que se encontraba dividida la isla. De esos pactos el que más nos interesa es el pacto de colactación o hermanamiento bebiendo leche en el mismo gánigo o vasija que selló Hernán Peraza el Viejo con los bandos de Ipalan y Mulagua.
Más adelante, con la llegada a la isla de Hernán Peraza el Joven, este ratificará el pacto de su abuelo, pero mientras Peraza quiso entender el pacto como un acto de vasallaje hacia él, los gomeros lo seguían entendiendo como un acto de hermanamiento y de ayuda entre ellos con una serie de leyes de obligado cumplimiento. Peraza incumplió el pacto, no solo cautivando esclavos y tratando mal a los gomeros, sino además manteniendo relaciones con Yballa, su hermana por medio del pacto. Estas relaciones estaban prohibidas en virtud del pacto suscrito, ya que las relaciones entre miembros del mismo bando no estaban permitidas para evitar la consanguinidad.
Por todo ello, un consejo de gomeros con autoridad, entre los que destaca Hupalupa, se reúne y decide prender a Hernán Peraza y romper la alianza. Hautacuperche es el encargado de llevar a cabo la detención, pero en su lugar lo ejecuta en Aguahedum, donde Peraza visitaba a Yballa. Hupalupa, cuando conoció la ejecución en lugar del prendimiento, supo que era el inicio de la desdicha de los aborígenes gomeros. Luego, los gomeros intentan asaltar la torre de San Sebastián, pero poco después Hautacuperche muere en uno de los intentos, lo que desanima a los rebelados. Beatriz de Bobadilla, viuda de Peraza, consigue pedir ayuda al gobernador de Gran Canaria Pedro de Vera. Cuando éste llega consigue capturar a un gran número de gomeros a través de un engaño, prometiendo el perdón a todos los que asistiesen a un acto religioso por el difunto. Luego fueron ejecutados todos los varones de los bandos de Ipalán y Mulagua mayores de quince años, y sus mujeres e hijos vendidos como esclavos. Más adelante un proceso judicial puso en libertad a la mayoría de esos gomeros.